# Sapeornis
Sapeornis es un género extinto de aves que vivieron durante el Cretácico temprano (Aptiense tardío y principios del Albiense, hace aproximadamente 125-120 millones de años). El género incluye solamente la especie Sapeornis chaoyangensis que se conoce por fósiles encontrados en las formaciones Jiufotang y Yixian en China. Se encontraron varios esqueletos casi completos.
Sapeornis fue nombrado por la SAPE, siglas de la Society of Avian Paleontology and Evolution, añadido al griego antiguo όρνις (ornis), que significa "ave", mientras que el nombre de la especie, chaoyangensis en latín significa "de Chaoyang".

## Descripción

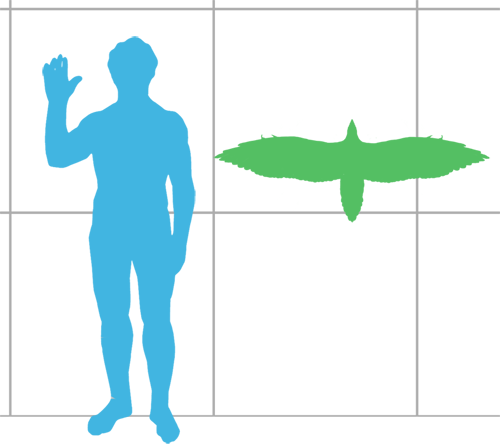
Tamaño de S. chaoyangensis comparado con un humano

Este animal medía entre 30–33 centímetros de largo, excluyendo las plumas de la cola (las cuales son desconocidas). A partir de su morfología general y algunas similitudes peculiares con los oviraptorosaurios como Caudipteryx, se considera generalmente como muy cercano a Omnivoropteryx.
La mano de Sapeornis era de lejos más avanzada que la de Archaeopteryx. Tenía tres dedos, el más externo con dos falanges y el del medio tenía tres, y un carpometacarpo. Sus brazos eran una vez y media más largos que sus patas, lo que sugiere una área alar grande. Por otra parte, su cintura escapular estaba aparentemente mal adaptada a alaetear en el vuelo y su fúrcula era inusual, con un hipocleido propio de aves más avanzadas peron con una conformación general incluso más primitiva que la de Archaeopteryx. El húmero era grande y tenía agujeros, aparentemente para reducir el peso, como en las Confuciusornithidae.
El cráneo solo tenía algunos dientes restringidos a la zona anterior de la boca. Era algo similar a los de Archaeopteryx, pero era incluso más parecido a los de los oviraptorosaurios pequeños y a Omnivoropteryx. Sapeornis tenía gastralia pero sin procesos uncinados (o son osificar). Su esternón no estaba presente o era muy pequeño y se perdió. El pigóstilo tenía forma de barra como en Confuciusornis y Nomingia, pero igual que en primero no tenía una larga cola ósea. Sus tarsometatarsos estaban más fusionados que en Archaeopteryx, pero su fíbula era larga y alcanzaba el punto distal de la articulación tarsal, no estando reducido como en las aves más modernas (y en algunos terópodos no avianos como Avimimus). El primer dedo del pie apuntaba hacia atrás. En el espécimen IVPP V12375, la zona estomacal contiene numerosos gastrolitos. Los análisis de sus huesos indican que su ontogenia era de crecimiento lento igual que en Archaeopteryx y los dinosaurios carnívoros pequeños, en lugar del crecimiento rápido visto en las aves modernas.
Considerando en números absolutos los rasgos compartidos por S. chaoyangensis con las aves modernas, este era tan avanzado como Confuciusornis. Sin embargo, sus apomorfias eran muy distintas de las de Confuciusornis, y el análisis de sus rasgos demuestra que estos no estaban emparentados cercanamente. Como se infiere del delgado pigóstilo, su plumaje caudal era probablemente corto como en las Enantiornithes y Confuciusornis, con entre dos a cuatro largas plumas en la cola. Los dedos reducidos sugieren que puede haber tenido una alula. No estando bien adaptado al vuelo batiente, probablemente Sapeornis era un planeador que prefería ambientes más abiertos que los de las Enantiornithes y otras aves de zonas predominantemente arboladas, aunque era capaz de posarse en las ramas. Los pequeños gastrolitos, y su hábitat inferido indican que Sapeornis era probablemente un herbívoro, posiblemente alimentándose de semillas y frutas.
En algunos ejemplares se han encontrado plumas largas en las extremidades inferiores, teniendo por tanto "cuatro alas"; lo mismo se ha encontrado en ejemplares de Confuciusornis, Cathayornis y Yanornis.
Las comparaciones entre los anillos escleróticos de Sapeornis y aves y reptiles modernos indican que puede haber sido diurno, igual que muchas aves actuales.

## Clasificación y especies
En 2008, Yuan nombró a un nuevo espécimen relacionado con Sapeornis como Didactylornis jii. Yuan concluyó que Didactylornis difería de Sapeornis en las proporciones del pie y el número de huesos en el ala y los pies. Sin embargo, las partes relevantes de este espécimen estaban muy aplastadas, y autores posteriores concluyeron que esas diferencias se basaban en una interpretación errada del espécimen mal preservado. En un estudio de 2010 de aves fósiles chinas, Li y colegas consideraron que Didactylornis es un sinónimo de Sapeornis chaoyangensis. En un estudio de 2012, Gao et al. reafirmaron que Didactylornis era ciertamente el sinónimo más moderno de Sapeornis chaoyangensis, así como Shenshiornis y la supuesta segunda especie de Sapeornis, S. angustis. Omnivoropteryx es probablemente también otro sinónimo de Sapeornis.